# Edith Berkeley
Edith Berkeley (1 de septiembre de 1875, Tulbagh, Cape Colony - 25 de febrero de 1963, Nanaimo, Columbia Británica), fue una bióloga marina canadiense especializada en la biología de los poliquetos.
En 1918 renunció a un puesto remunerado como asistente de zoología en la Universidad de Columbia, que consistía en trabajar como voluntaria en la estación Biológica del Pacífico en Nanaimo (Columbia Británica, Canadá). Aunque oficialmente nunca formó parte del personal, su investigación sobre la biología de los poliquetos le dio prestigio a la estación, y gracias a ello Edith se convirtió en una autoridad mundial en este tema.

## Biografía
Edith nació en Tulbagh, Cape Colony, en 1875. Su madre era Martha Treglohan y su padre el ingeniero de puentes Alfred Dunington.
A los catorce años viajó en solitario desde Tasmania hasta Inglaterra, pasando por Cape Horn. Previamente ya había viajado desde Sudáfrica a Inglaterra, a la India y a Tasmania. Estudió en la Universidad de Londres. Conoció allí a su marido Cyril, mientras eran estudiantes de pregrado. Edith estaba estudiando un curso pre-médico, con una beca obtenida de aquella universidad, y decidió, posteriormente, estudiar ciencia pura (química y zoología). En 1902, después de casarse, se desplazó a Bihar, India, donde Cyril estudió el procesamiento de Indigo. Allí en la India, la pareja tuvo una hija llamada Alfreda, en 1903.
En 1914 se mudaron a la Columbia Británica, y Edith comenzó a enseñar en la Universidad de Columbia Británica como asistente de Zoología. Sus inicios fueron en el Departamento de Bacteriología, donde ganaba treinta dólares al mes, mientras que su marido Cyril ganaba cien. En 1918, Edith tomó la decisión de dejar su puesto remunerado para comenzar a ser voluntaria como investigadora en la "Estación Biologica del Pacífico", en Nanaimo (Columbia Británica). Con toda probabilidad, Edith tomó esta decisión debido a su deseo de realizar investigaciones, y debido a su falta de estudios de postgrado. Lo cual no podría haber sido posible si ella continuaba trabajando en la Universidad de Columbia Británica.
Comenzó su investigación en la taxonomía del anélido Polychaete (la clasificación de gusanos marinos) y rápidamente se convirtió en la experta líder en el campo. Publicó doce artículos por su cuenta, así como treinta y cuatro con Cyril, quien, en 1930, dejó su puesto en la UBC (Universidad de Columbia Británica) para investigar con ella. Muchos de estos artículos fueron publicados en prestigiosas revistas, como Nature o Proceedings of the Zoological Society. Varios organismos recibieron el nombre de Edith, y, en 1969, seis años después de su muerte, la UBC comenzó con el programa de "Conferencias Edih Berkeley Memorial".
Aparte de su dedicación a su investigación, también estaba muy interesada en la jardinería. Edith y Cyril dedicaron mucho tiempo a sus jardines, e incluso desarrollaron una nueva especie de Iris. La historia de Edith es notable en cuanto a que fue capaz de convertirse en una experta en un campo dominado por hombres, sin sueldo y sin un título de postgrado. Aunque Edith ciertamente trabajó como equipo con su marido, también fue reconocida por sus logros individuales, y su legado inspiró a muchas mujeres por venir. En reconocimiento a sus logros, Cyril recibió una LLD por la Universidad de Victoria en 1968.
Una mujer que siguió los pasos de Edith fue su hija, la Dra. Alfreda Berkeley Needler. Alfreda también estudió Zoología y se doctoró en la Universidad de Toronto en 1930. También llevó a cabo una investigación voluntaria en biología marina, y su trabajo también quedó refrendado en varias publicaciones prestigiosas. La propia hija de Alfreda también seguiría los pasos de su abuela y madre. La Dra. Mary Needler Arai (1932-2017) fue una renombrada zoóloga y profesora emérita en la Universidad de Calgary en Ciencias Biológicas. Mary también fue miembro honorario de toda la vida de la Sociedad Canadiense de Zoólogos (CSZ). Además, fue galardonada con un doctorado honorario de la Universidad de New Brunswick. Después de la muerte de Mary, la Dra. Lucy Lee, de la CSZ, escribió que con su estilo tranquilo, pero persistente, Mary rompió muchas barreras para las mujeres en la ciencia. Edith, Alfreda y Mary fueron mujeres notables que dedicaban sus vidas a la ciencia, cuando muy pocas otras mujeres lo estaban haciendo.

## Publicaciones
Fuente: 
- Anélidos poliquetos del distrito de Nanaimo. Parte 1. Syllidae a Sigalionidae. Contribuciones a la Biología Canadiense 1: 203-218, 1923.
- Anélidos poliquetos del distrito de Nanaimo. Parte 2. Phyllodocidae a Nereidae. Contribuciones a la Biología Canadiense 2: 285-293, 1924.
- En un nuevo caso de commensalismo entre equinodermo y annelidv. Canadian Field Naturalist 38: 193, 1924.
- Anélidos poliquetos del distrito de Nanaimo. Parte 3. Leodicidae a Spionidae. Contribuciones a la Biología Canadiense 3: 405-422, 1927.
- Un nuevo género de Chaetopteridae de la N.E. Pacífico: Con algunos comentarios sobre géneros aliados. Actas de la Sociedad Zoológica Parte 2: 441-445, 1927.
- Anélidos poliquetos del distrito de Nanaimo. Parte 4. Chaetopteridae a Maldanidae. Contribuciones a la Biología Canadiense 4: 305-316, 1929.
- Anélidos poliquetos del distrito de Nanaimo. Parte 5. Ammocharidae a Myzostomidae, con un apéndice en algunas formas pelágicas del Estrecho de Georgia y la costa oeste de la isla de Vancouver. Contribuciones a Canadian Biology 6: 65-77, 1930.
- Enjambre de fósfora Odontosyllis Moore, y de otras Polichaeta cerca de Nanaimo, B.C. Naturaleza 136(3452): 1029, 1935.
- Plancton de las expediciones oceanográficas de las Bermudas, 3: Notas sobre Polychaeta. Zoologica 21: 85-87, 1936.
- Ocurrencia de Saccociryus en el oeste de Canadá. Naturaleza 137(3478) : 1075, 1936.
- Personajes morfológicos de Myriochele heeri Malmgren. Naturaleza 164(4162): 239, 1949.
- Enjambre del polichato Odontosyllis fosfrea Moore, var. nanaimoerzsis Berkeley, cerca de Nanaimo, B.C. Naturaleza 191(4795): 1321, 1961.
- Pettibone, M.H. (1967). Típos de especímenes de poliquetos descritos por Edith y Cyril Berkeley (1923-1964). Proceedings of the United States National Museum. 119(3553): 1-23.